# ヨハン・ダーヴィト・ミヒャエリス

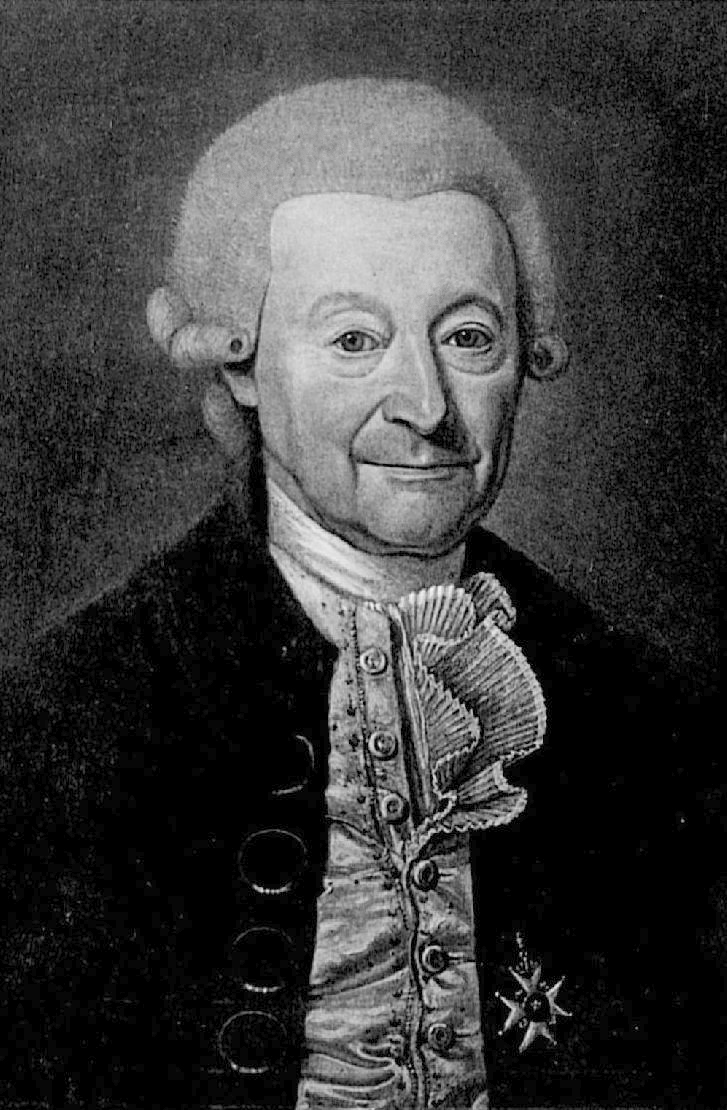
肖像（1790年）

ヨハン・ダーヴィト・ミヒャエリス（Johann David Michaelis、1717年2月27日 - 1791年8月22日）は、ドイツの神学者、東洋学者。はじめハレ大学、のちにゲッティンゲン大学でモーセの律法、旧約聖書の解釈学、セム諸語を教えた。主著に『モーセの律法』がある。デンマークによるアラビア探検を計画したことでも知られる。
アウグスト・ヴィルヘルム・シュレーゲルおよびフリードリヒ・シェリングと結婚したカロリーネ・シェリングは娘。

## 生涯
ミヒャエリスはプロイセン王国のハレで生まれた。父親のクリスティアン・ベネディクト・ミヒャエリスはハレ大学の神学・哲学・東洋学の教授だった。1733年にハレ大学に入学し、とくに父親とバウムガルテン (Siegmund Jakob Baumgarten) に学んだ。1739年にヘブライ語のニクードに関する論文で博士の学位を得た。
1739年からハレ大学で私講師として働いたが、1741年に渡英し、ここでオランダのアルベルト・スフルテンス (Albert Schultens) に強く刺激され、またロバート・ラウズ (Robert Lowth) にも影響を受けた。
1742年から1745年までふたたびハレ大学の私講師をつとめ、セム諸語と聖書解釈を教えた。イギリスの聖書学をドイツに紹介する役割を果たした。その後ゲッティンゲン大学に移り、1746年に東洋学の員外教授、1750年には哲学の正教授に就任した。
1751年からアルブレヒト・フォン・ハラーのもとでゲッティンゲン科学アカデミーの書記、1761年から1770年まで会長をつとめた。
1753年、ミヒャエリスはデンマーク王フレデリク5世に対して中東への探検旅行を提案し、調査すべき100の項目を選出した。旅行は1761年のペール・フォルスコール、カールステン・ニーブールらのアラビア探検として実現した。
1771年に学術雑誌『Orientalische und exegetische Bibliothek』を創刊し、1791年まで刊行した。
1791年にゲッティンゲンで没した。ミヒャエリスが1764年から没するまで住んだ家は、後にゲッティンゲン大学の所有物となり、ミヒャエリスハウスと呼ばれるようになった。

## 主要な著書
- Hebräische Grammatik. Halle im Magdeburgischen. (1745)（ヘブライ語文法）
- Einleitung in die göttlichen Schriften des Neuen Bundes (4th ed.). Göttingen. (1788) [1750] 巻1 巻2（新約聖書の概説書）
- Fragen an eine Gesellschaft gelehrter Männer, die auf Befehl ihro Majestät des Königes von Dännemark nach Arabien reisen. Frankfurt am Mayn. (1762)（デンマークのアラビア探検のための調査項目リスト）
- Mosaisches Recht (2nd ed.). Reutlingen. (1785) [1770-1775] 巻1 巻2 巻3 巻4 巻5-6 （ミヒャエリスの主著。モンテスキュー『法の精神』にもとづき、モーセの律法をモーセ時代の風土と社会環境をもとに解釈した研究書[1][5]）
- Deutsche Uebersetzung des Alten Testaments, mit Anmerkungen für Ungelehrte. Göttingen und Gotha. (1769-1783)（旧約聖書のドイツ語訳注）

ミヒャエリスは1748年にサミュエル・リチャードソンの小説『クラリッサ』をドイツ語に翻訳した。

## 影響
岡崎勝世によると、ミヒャエリスは聖書を批判的に研究する新教義派と呼ばれる神学者に属し、イギリスの理神論の影響を強く受けていた。ゲッティンゲン大学の同僚であったヨハン・クリストフ・ガッテラーや、門人のアウグスト・シュレーツァーといった、啓蒙主義的な歴史学であるゲッティンゲン学派の人々に強い影響を与えた。